# San Juan de la Nava (kommunhuvudort)
San Juan de la Nava är en kommunhuvudort i Spanien.   Den ligger i provinsen Provincia de Ávila och regionen Kastilien och Leon, i den centrala delen av landet, 80 km väster om huvudstaden Madrid. San Juan de la Nava ligger 1 130 meter över havet och antalet invånare är 626.
Terrängen runt San Juan de la Nava är lite bergig.Runt San Juan de la Nava är det glesbefolkat, med 11 invånare per kvadratkilometer. Närmaste större samhälle är Ávila, 19,9 km norr om San Juan de la Nava. Trakten runt San Juan de la Nava består i huvudsak av gräsmarker.